# Kung Fu To'a
Il Kung Fu To'A è un'arte marziale sviluppata in Iran negli anni '60 da Ibrahim Mirzaii. Il termine deriva dalla combinazione del Kung Fu cinese con il persiano antico To'A (vieni con me). Attualmente è l'arte marziale maggiormente praticata in Iran e conta circa 200.000 praticanti.
Il Kung Fu To'A è composto da circa 73.000 tecniche, combinazioni e reazioni. È caratterizzato da movimenti ondulatori dinamici e da una forte accentuazione delle tecniche, che spesso terminano in uno shock.

## Storia
Il Kung Fu To'A è stato sviluppato in Iran intorno agli anni '60 da Ibrahim Mirzaii e si basa sui principi fondamentali delle arti marziali asiatiche. 
Mirzaii si interessò fin da giovane alle arti marziali. Viaggiò attraverso l'Asia finanziato dallo Scià di Persia Reza Pahlavi per apprendere varie arti marziali e utilizzare le conoscenze acquisite per sviluppare un nuovo stile. Il suo viaggio ha costituito la base per il Kung Fu To'A da lui creato.
Con il rovesciamento dello Scià durante la Rivoluzione Iraniana del 1978/1979 il Kung Fu To'A fu bandito in Iran. Molti continuarono ad allenarsi in segreto mentre altri fuggirono all'estero durante la rivoluzione, contribuendo alla diffusione di questo stile nel mondo. Pochi anni dopo, Mirzaii sopravvisse a un tentativo di omicidio e fuggì dall'iran. L'attuale ubicazione del Gran Maestro Mirzaii è sconosciuta. Lui stesso prese le distanze dal Kung Fu To'A e creò nuovi stili basati su di esso chiamati Kun Kafu Tawan e Pa Zar Bal. Riteneva che il Kung Fu To'A non dovesse più essere insegnato, al che alcuni maestri di Kung Fu To'A presero le distanze da lui.
Ad oggi ci sono scuole di Kung Fu To'A in tutto il mondo, tra cui Germania, Italia, Portogallo, Turchia e Canada. Alcuni anni fa questo stile è stato nuovamente legalizzato in Iran ed ha riacquisito popolarità. Tuttavia, il Kung Fu To'A rimane uno degli stili di Kung Fu meno conosciuti.

## Le sette Linee
Il Kung Fu To'A comprende sette Linee o Forme. Il termine "linea" o "kata" è di utilizzo comune anche in altre arti marziali. Una linea corrisponde a una sequenza di movimenti composta da una serie di tecniche diverse utilizzate per la difesa e l'attacco. Per acquisire una Linea lo studente deve essere valutato da almeno un maestro. Dopo aver superato un esame, riceve una striscia bianca sulla sua giacca di Kung Fu. Il maestro esaminatore può decidere di assegnare una striscia che presenta una linea rossa al centro se l'allievo ha appreso delle tecniche di autodifesa nel corso degli insegnamenti.
Tutte e sette le linee trattano sempre un argomento filosofico specifico oltre quello fisico; comprendono complessivamente 17.909 tecniche, combinazioni e reazioni.
1.Ana-To'A
Implica l'uguaglianza tra gli esseri umani, poiché condividono lo stesso pianeta e sono dunque soggetti alle stesse leggi della natura. Ana-To'A Indica che il mondo interiore di ciascuno ha un impatto sul mondo esterno. Include 515 tecniche, combinazioni e reazioni.
2. Ata-Do
Fa riferimento al segreto della creazione. Include 317 tecniche, combinazioni e reazioni.
3. Su-To
implica saggezza e sradicamento della paura dalla vita. Include 813 tecniche, combinazioni e reazioni.
4. Sam-Sama-E
Significa ricerca. Include 5011 tecniche, combinazioni e reazioni.
5. Mayana
Significa "combattimento". È la forma più lunga di To'A: comprende 4900 tecniche, combinazioni e reazioni 
6. Koan-Na e Westa-Mayana
È una combinazione di due parti: "Koan-Na" che significa contrasto e "Westa-Mayana" che significa comprensione dei pensieri. Complessivamente comprendono 3052 tecniche, combinazioni e reazioni.
7. Vayma-Bato
Implica il rispetto per i saggi e l'incoraggiamento alla conoscenza. Tra i praticanti di To'A è conosciuta come "artigli della morte". Comprende 3301 tecniche, combinazioni e reazioni.
Al raggiungimento del settimo livello viene assegnata la cintura verde e una volta superato l'esame da maestro si potrà indossare la giacca rossa da allenamento di Kung Fu. Originariamente erano previste altre forme disarmate oltre la settima forma, che avrebbero dovuto basarsi sulle precedenti. Di queste forme espanse, tuttavia, solo “Ana-To'A sabz” (chiamata anche Ana-To'A verde o marrone) è stata ufficialmente tramandata a causa di eventi storici quali il divieto di praticare il Kung Fu To'A in Iran e l'attacco a Mirzaii. Poiché queste espansioni del sistema To'A, a cominciare da Ana-To'A sabz, non furono completate, Vayma-Bato può essere vista come una conclusione. Pertanto, alcune scuole hanno accettato di assegnare la cintura nera dopo aver raggiunto il settimo livello.
Oltre alle forme disarmate, ci sono due forme che prevedono l'utilizzo di armi tradizionali: Sai e Re-Key-Ma (spada da samurai).

## Cinture
La cintura è realizzata in tessuto rosso e presenta al centro un'ampia striscia colorata. A seconda del livello dell'allievo, questa striscia centrale può assumere i colori bianco, verde, marrone o nero.
La cintura bianca indica che la persona che la indossa è pronta ad imparare. Spesso è indossata dai principianti, ma non è raro trovare maestri che la indossano.
La cintura verde indica crescita nell'ambito dell'esercizio fisico e mentale. Il portatore della cintura verde è chiamato "Rahdan", una sorta di guida che conosce la via o la direzione.
La cintura marrone indica che il praticante ha esperienza nel mondo fisico e spirituale ed è esperto nei combattimenti. Il portatore della cintura marrone è chiamato "Rahban".
La cintura nera rappresenta il massimo livello raggiungibile.
È possibile ottenere una cintura rossa qualora un allievo che ha superato 6 livelli del Kung Fu To'A si dedichi attivamente alle persone e alla società. Può ottenere la cintura rossa chi ha esperienza in ambito medico, fitoterapia, agopuntura ecc.
I colori delle cinture fanno riferimento alle fasi della vita di un albero:
Lo studente inizia con una cintura bianca, come un seme nel terreno da cui un giorno crescerà un albero. La seconda cintura è verde, come il germoglio che fuoriesce dalla terra e cresce verso il sole. La terza cintura è marrone, come il solido tronco di un albero che resiste alle intemperie. L'ultima cintura è nera, come un albero appassito ma non morto, poiché porta in sé la conoscenza, la saggezza e le esperienze della sua vita. Quando un giorno muore e torna a far parte del terreno da cui è nato e cresciuto, trasmettendo la sua esperienza come cibo agli alberi più giovani nei suoi dintorni non scomparendo mai del tutto.